# Marte Olsbu Røiseland
Marte Olsbu Røiseland (també escrit alguna vegada Roeiseland; Arendal, 7 de desembre de 1990) és una biatleta noruega. Doble medalla d'argent en l'esprint i el relleu mixt als Jocs Olímpics de Pyeongchang 2018, s'endugué les seves dues primeres victòries a la Copa del Món de Biatló 2018-2019 els dies 21 i 22 de desembre del 2018, guanyant l'esprint i la persecució de Nové Město na Moravě. Diverses vegades titulada amb Noruega a les diferents categories de relleus, guanyà el seu primer títol individual de campiona del món el 2020 al Campionat del Món de Biatló a la prova esprint. Va assolir una fita sense precedents durant aquells campionats quan guanyà medalles a les set proves en què va competir: amb una medalla d'or en tots els relleus (dames, individual mixt i mixt) per a Noruega, bronze en la persecució i en l'individual, i obtingué un cinquè títol a l'arribada de la sortida massiva.
La Copa del Món de Biatló 2021-2022 va ser la millor de la seva carrera. Després de quatre medalles olímpiques, va guanyar el seu primer títol individual en dominar l'esprint al Biatló als Jocs Olímpics de 2022 a Beijing l'11 de febrer de 2022.

## Palmarès internacional
| Jocs Olímpics      | Jocs Olímpics                | Jocs Olímpics | Jocs Olímpics          |
| Any                | Indret                       | Medalla       | Prova                  |
| ------------------ | ---------------------------- | ------------- | ---------------------- |
| 2018               | Pyeongchang ( Corea del Sud) | 2             | Velocitat              |
| 2018               | Pyeongchang ( Corea del Sud) | 2             | Relleu mixt            |
| 2022               | Pequín ( R.P. de la Xina)    | 1             | Velocitat              |
| 2022               | Pequín ( R.P. de la Xina)    | 1             | Relleu mixt            |
| 2022               | Pequín ( R.P. de la Xina)    | 3             | Individual             |
| Campionat del món  |                              |               |                        |
| Any                | Indret                       | Medalla       | Prova                  |
| 2016               | Oslo ( Noruega)              | 1             | Relleu                 |
| 2016               | Oslo ( Noruega)              | 3             | Relleu mixt            |
| 2019               | Östersund ( Suècia)          | 1             | Relelu                 |
| 2019               | Östersund ( Suècia)          | 1             | Relleu mixt            |
| 2019               | Östersund ( Suècia)          | 1             | Relleu mixt individual |
| 2020               | Anterselva ( Itàlia)         | 1             | Velocitat              |
| 2020               | Anterselva ( Itàlia)         | 1             | Sortida en grup        |
| 2020               | Anterselva ( Itàlia)         | 1             | Relleu                 |
| 2020               | Anterselva ( Itàlia)         | 1             | Relleu mixt            |
| 2020               | Anterselva ( Itàlia)         | 1             | Relleu mixt individual |
| 2020               | Anterselva ( Itàlia)         | 3             | Persecució             |
| 2020               | Anterselva ( Itàlia)         | 3             | Individual             |
| 2021               | Pokljuka ( Eslovènia)        | 1             | Relleu                 |
| 2021               | Pokljuka ( Eslovènia)        | 1             | Relleu mixt            |
| Campionat d'Europa |                              |               |                        |
| Any                | Indret                       | Medalla       | Prova                  |
| 2014               | Nové Město ( Txèquia)        | 1             | Velocitat              |
| 2014               | Nové Město ( Txèquia)        | 3             | Relleu                 |